# Південношотландська височина

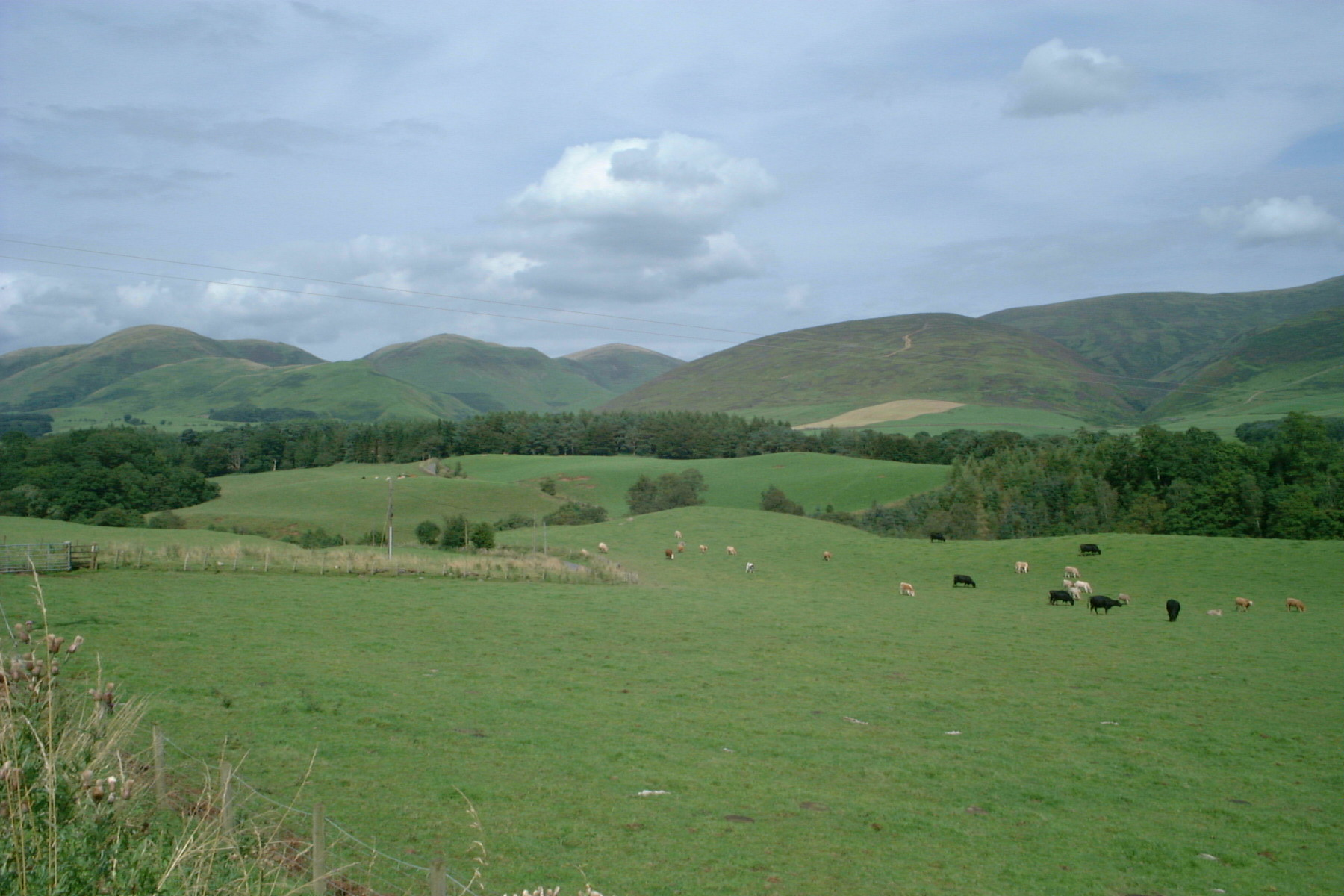
Південно-шотландська височина

Південно-шотландська, Південна височина — височина в південній Шотландії, що простягається з південного заходу на північний схід, від Північної протоки й Ірландського моря (Айршир) до Північного моря (Східний Лотіан). Найвища точка пік Меррік 843 м. Ряд (близько 120) пагорбів (шотл. marilyns), урізноманітнений широкими долинами тягнеться на200 км (125 миль). Найпівденніший і найменш населений шотландський регіон.
Значні вершини: пік Меррік Merrick найвища точка південної Шотландії 843 м, Broad Law 840 м, White Coomb 822 м, The Cheviot 815 м, Corserine 814 м, Cairnsmore of Carsphairn 797 м, Lamachan Hill 717 м, Cairnsmore of Fleet 711 м, Tinto 711 м.
Численні річки збігають з височини: Cree, Nith, Annan, Esk, Клайд 106 миль (3-та за довжиною в Шотландії), Твід 97 миль (4-та за довжиною в Шотландії), Lugar. По долинах озера (шотл. Loch): Loch-Ken, Loch-Trool, Loch-Ettrick, St. Mary's Loch, Loch of the Lowes.
Височина вкрита численними лісами: Ae, Mabie, Galloway.